# Kirchenkampf
Kirchenkampf (en alemán, «lucha de las Iglesias») es un término referente a la situación de las Iglesias cristianas en Alemania durante el periodo nazi (1933-1945). A veces usado de forma ambigua, puede referirse a uno o más de las siguientes diferentes «lucha de las Iglesias»: la disputa interna entre los alemanes cristianos y la Iglesia Confesante sobre el control de las Iglesias protestantes; la batalla entre el régimen nazi y las Iglesias protestantes y, separadamente, la Iglesia católica. Cerca de dos tercios de los alemanes eran protestantes y un tercio católico cuando los nazis tomaron el poder. Muchos historiadores afirman que la meta de Hitler en la Kirchenkampf implicaba no solo en una lucha ideológica, sino, en último análisis, la erradicación de las Iglesias. Otros historiadores mantienen que tal plan no existía. El Ejército de Salvación, santos cristianos y la Iglesia Adventista del Séptimo Día desaparecieron de Alemania durante la era nazi.
La ideología nazi era hostil al cristianismo tradicional en varios aspectos y el NSDAP vio la lucha de las Iglesias como un importante campo de batalla ideológica. El biógrafo de Hitler, Ian Kershaw, escribió sobre la lucha en términos de un conflicto permanente y creciente entre el Estado nazi y las Iglesias cristianas. La historiadora Susannah Heschel escribió que la Kirchenkampf se refiere solo a una disputa interna entre los miembros de la Iglesia Confesante y miembros de los alemanes cristianos (apoyados por los nazis) por el control de la Iglesia protestante. Pierre Aycoberry escribió que los cristianos alemanes sobre el control de la Iglesia protestante que para los católicos, mientras la frase Kirchenkampf era una reminiscencia de la Kulturkampf de tiempos de Otto von Bismarck, una campaña que había buscado destruir la influencia del catolicismo en la mayoría protestante en Alemania.

## Historia
Inicialmente Hitler se había demostrado amistoso en cuanto a las Iglesias cristianas; el clero, al inicio del régimen nazi, deseaba colaborar con el nuevo gobierno. En Mein Kampf, Hitler ataca las iglesias por no seguir doctrinas racistas, pero defiende la colaboración del nazismo con ellas afirmando que «un partido político nunca debe […] perder de vista […] que un partido puramente político jamás obtuvo resultado en la consecución de una reforma religiosa»; no obstante, el punto 24 del programa del partido nazi advertía que la «libertad para todas las religiones, con tal de que no constituyeran peligro […] para […] la raza alemana, el partido está a favor del cristianismo positivo».
Muchos argumentan que en la realidad el régimen nazi pretendía parcialmente sustituir el cristianismo por el paganismo germánico. Fue a través del nazismo que se dio la más importante manifestación del paganismo: luego después de la victoria electoral y el ascenso de Adolf Hitler al poder, el día 30 de julio de 1933 más de cien mil nazis se habían  reunido en Eisenach para declarar querer volver «el origen germánico a la realidad divina», restaurando a Odín (Wotan), Balder, Freyja y otros dioses en los altares de Alemania; Wotan debía estar en el lugar de Dios y Sigurd en el de Cristo.

### Persecución a la Iglesia católica
Hitler había prometido en el inicio de 1933 una «aproximación» con la Santa Sede, firmando un acuerdo con ella, que supuestamente garantizaría los derechos religiosos católicos en Alemania (la Reichskonkordat), buscando los votos en el Reichstag del católico Partido del Centro; sin embargo, las sucesivas olas de violencia contra los judíos, en especial las leyes de esterilización obligatoria del 25 de julio, ofenderían principalmente la Iglesia católica, que mantenía una posición tradicional insistiendo en la doctrina de que «ante Dios todos son iguales independientemente de la raza», visión considerada arcaica en la época, con miras a los supuestos avances «científicos y biológicos» del racialismo.
En 30 de julio la Liga de la Juventud Católica —perteneciente al Partido del Centro— comenzaría a ser disuelta. En 14 de marzo de 1937, el papa Pío XI divulgó a encíclica Mit brennender Sorge (Con viva preocupación), despreciando las políticas del Tercer Reich y afirmando que si no se revertían Alemania sería destruirida, habiendo sido la primera institución religiosa a posicionarse contra el nazismo. La enciclíca fue enviada a Alemania e impresa en secreto para no ser incautada por la Gestapo, fue distribuida a todos los obispos, padres y capellanes y leída, simultáneamente, en todas las Iglesias católicas de Alemania el día 21 de marzo de 1937. La reacción de Hitler a través de la Gestapo fue violenta y recrudeció fuertemente la persecución de católicos. A partir de entonces miles de padres y laicos católicos serían aprehendidos, diversas publicaciones católicas fueron suprimidas y la confesión violada por los agentes de la Gestapo.
La Iglesia católica también mantenía rutas de fuga usadas por opositores del nazismo, como judíos y gitanos. Se estima que el Vaticano salvó a entre 700 000 y 850 000 judíos de la muerte. El sucesor de Pío XI, Pío XII, era también considerado hostil al nazismo. Ya el día 3 de marzo de 1933, el Berliner Morgenpost declaró que «Pacelli [apellido real de Pío XII] no es aceptado favorablemente en Alemania, ya que siempre fue hostil al nacionalsocialismo». Como por ejemplo, en 1938, cuando el cardenal Theodor Innitzer recibió a Hitler en Viena, Pío XI y el cardenal Pacelli quedaron, en sus propias palabras, «indignados» por este acto y Pacelli divulgó incluso un aviso en L'Osservatore Romano declarando que la recepción a Hitler no tenía la aprobación de la Santa Sede.

### Persecución a las Iglesias protestantes

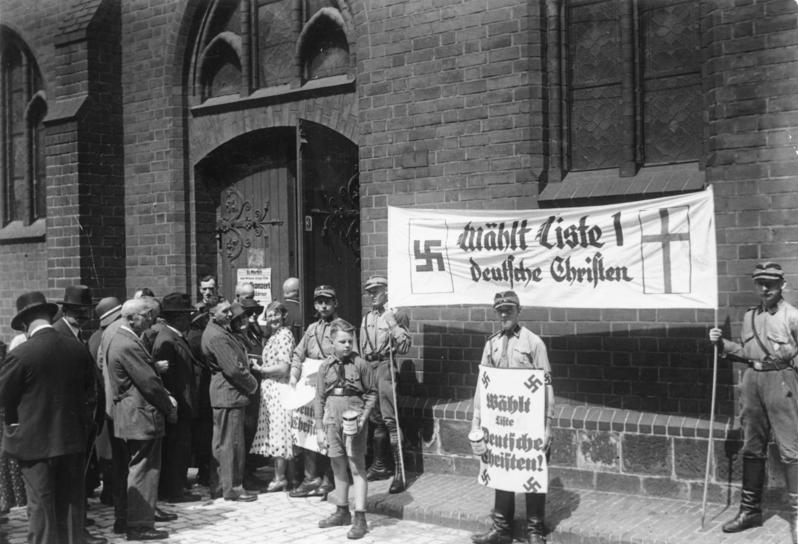
Propaganda de los "cristianos alemanes" en 23 de julio de 1933 en la creación de la "Iglesia del Reich".

Los protestantes en Alemania estaban divididos entre 150 000 pertenecientes iglesias libres, como los bautistas y los metodistas, y cuarenta y ocho millones pertenecientes a veintiocho Iglesias luteranas y reformistas. En 1932, los nazis organizaron el Movimiento de la Fe Alemana (Deutsche Glaubensbewegung), un grupo minoritario basado en el cristianismo positivo, conducidos por el «profeta» Jakob Wilhelm Hauer (1881-1962) y susceptible al neopaganismo bajo el liderazgo de Ludwig Müller, quien no apoyaba el cristianismo en sus enseñanzas.
En el Congreso de Núremberg de 1937 revivió entre los nazis el paganismo ancestral del pueblo ario, surgiendo un místico laicismo como uno de los tópicos céntricos en discusión: para que Alemania volviera a su antigua fe, no bastaba la separación de la Iglesia y el Estado; las Iglesias cristianas tendrían que ser destruidas y el Estado transformado en una nueva iglesia; se imponía una nueva religión nacional
La fachada o pretexto de haber una fe cristiana con concordaba con sus rituales nórdicos y, aún antes de esto, el papa Pío XI comentaba en su encíclica contra el régimen. También se formó la oposición de la Iglesia Confesante, que rechazó el nazismo a través de un manifiesto de confesión de la verdadera fe y contra el engaño nazi desde una iglesia que intentaba ser llamada cristiana por los creyentes en la mitología nórdica, una creencia considerada pagana y no cristiana. Tanto que en julio de 1933 fue creada la Iglesia nacional del Reich (Reichskirche), forzando la fusión de las veintiocho Iglesias protestantes luteranas y reformistas; su obispo fue Ludwig Müller.
La gran prueba de su carácter no cristiano es que durante la Segunda Guerra Mundial la Iglesia nacional del Reich prohibiría la vinculación de la Biblia, sustituyéndola por el Mein Kampf y decretando que los crucifijos debían ser sustituidos por las esvásticas. En 1934, el pastor luterano Martin Niemöller, luego al percibir que la promoción de la fe alemana era un maquillaje para promover la tiranía, promovió manifestos a través del que se hizo la Iglesia Confesante, que lucharía ardientemente contra la Iglesia nacional del Reich. Niemöller sería enviado a un campo de concentración posteriormente y centenares de laicos y pastores de la Iglesia Confesional serían capturados. En 1935, Hitler nombró a Hanns Kerrl para el cargo de ministro de Asuntos Eclesiásticos, en el objetivo denazificar los protestantes. La fe ya no era más predicada, sino impuesta por un «comité eclesiástico».
En 1934 la Declaración Teológica de Barmen reafirmaba que la Iglesia protestante alemana no era un órgano del Estado, sino un grupo sujeto solo a Jesús y su Evangelio.